# Teleogryllus yezoemma
Teleogryllus yezoemma is een rechtvleugelig insect uit de familie krekels (Gryllidae). De wetenschappelijke naam van deze soort is voor het eerst geldig gepubliceerd in 1951 door Ohmachi & Matsuura.